# 1076 Віола
1076 Віола (1076 Viola) — астероїд головного поясу, відкритий 5 жовтня 1926 року.
Тіссеранів параметр щодо Юпітера — 3,466.